# 176867 Brianlee
176867 Brianlee è un asteroide della fascia principale. Scoperto nel 2002, presenta un'orbita caratterizzata da un semiasse maggiore pari a 2,5683819 UA e da un'eccentricità di 0,1056168, inclinata di 4,81389° rispetto all'eclittica.
L'asteroide è dedicato al fisico statunitense Brian C. Lee, meglio conosciuto per il suo lavoro sui Gamma Ray Burst.